# Brunfelsia amazonica
Brunfelsia amazonica ist eine Art aus der Sektion Guianenses der Gattung Brunfelsia. Die 1,5 bis 2,5 m hohen Sträucher oder Bäume kommen endemisch in einem Gebiet im Mündungsgebiet des Rio Negro vor.

## Beschreibung

### Vegetative Merkmale
Brunfelsia amazonica ist ein 1,5 bis 2,5 m hoher Strauch oder Baum, dessen Rinde sandfarben bis rötlich braun ist und von Rissen in Längsrichtung unterbrochen wird. Die Zweige sind glänzend, unbehaart und hell gelblich-braun.
Die Laubblätter stehen verstreut an den Zweigen an 2 bis 5 (selten 8) mm langen Blattstielen, die mit querlaufenden Rissen versehen sind. Die Blattspreite ist 6,5 bis 12 cm lang und 2,5 bis 5 cm breit. Die Form ist elliptisch-langgestreckt bis lanzettlich, an der oft schrägen Spitze abrupt spitz zulaufend. Die Basis ist breit keilförmig bis verengt. Die Oberseite ist dunkelgrün, die Unterseite blassgrün, das gesamte Blatt ist unbehaart und fest membranartig. Von der Mittelrippe gehen fünf bis acht (selten auch zehn) Nebenadern aus.

### Blütenstände und Blüten
Die aufsitzenden Blütenstände bestehen meist aus ein bis zwei Blüten, selten auch bis zu fünf oder sechs. Die weißen oder grünlich weißen Blüten sind duftend und werden jeweils von ein bis zwei Tragblättern gestützt. Diese sind 2 bis 6 mm lang, linealisch bis lanzettlich, unbehaart und laubblattartig.
In der Blütenknospe ist der Blütenstiel zunächst gebogen, steht aber später aufrecht und wird 13 bis 20 mm lang und 1 mm dick. Er ist schlank, zur Spitze hin etwas verdickt und unbehaart. Der Kelch ist 8 bis 12 mm lang und hat einen Durchmesser von 5 bis 8 mm. Er ist röhrenförmig-glockenförmig, leicht aufgeblasen, unbehaart und membranartig. Die Kelchzähne sind 2 bis 6 mm lang, aufrecht, leicht ungleich lang, eiförmig-lanzettlich und abgestumpft bis spitz zulaufend. 
Die Kronröhre ist 20 bis 25 mm lang und hat einen Durchmesser von 1,5 bis 3 mm, ist etwa doppelt so lang wie der Kelch, zylindrisch und am Übergang zum Kronsaum etwas verengt, wo sie auch fein drüsig behaart ist. Der Kronsaum hat einen Durchmesser von 15 bis 25 mm und ist abstehend. Die Kronlappen sind 6 bis 11 mm lang, langgestreckt bis umgekehrt eiförmig, etwas konvex, an der Spitze abgestumpft oder rund, die Seiten sind während der Blüte etwas umgebogen. Die Kronlappen sind leicht unterschiedlich groß oder der oben liegende Kronlappen ist etwas größer.
Die vier Staubblätter sind in der Mitte der Kronröhre befestigt und stehen nicht über diese hinaus. Die Staubfäden sind beinahe zungenförmig, das obere Paar ist 5 mm lang, das untere nur 2 bis 3 mm. Die Staubbeutel haben einen Durchmesser von 1 bis 1,5 mm und sind kreisförmig-nierenförmig.
Der Fruchtknoten ist 1,5 mm lang und hat einen Durchmesser von 1 mm, ist schmal konisch. Der Griffel ist 16 bis 18 mm lang, die zweilappige Narbe 1 mm, wobei der obere Lappen etwas größer ist.

### Früchte und Samen
Die kugelförmige Frucht ist etwa 10 mm lang, bespitzt, grün und besitzt ein weiches, dünnes Perikarp von etwa 0,2 mm Dicke. Bei Reife trocknet die Frucht ein und ist kaum aufspringend. Die acht bis zehn Samen sind 5 bis 6 mm lang und haben einen Durchmesser von 3 mm, sie sind langgestreckt-nierenförmig, an ein oder zwei Seiten abgeflacht und gewinkelt. Die Oberfläche ist dunkelbraun und gekörnt, das Hilum sitzt mittig. Das Embryo ist etwa 3 mm lang, leicht gebogen, die elliptischen Keimblätter sind 0,5 mm lang.

### Weitere Merkmale
Die Art wurde zwischen Januar und Mai in Blüte gefunden, reife Früchte fand man nur im Mai.

## Vorkommen
Die Art ist nur aus einem Gebiet in der Nähe Manaus an der Mündung des Rio Negro bekannt. Sie wächst dort in hellen, sandigen Böden am südlichen Ufer des Flusses. 